# Colchester (Essex)
Colchester ['koʊlʧɛstə] is een stad in het bestuurlijke gebied Colchester, in het Engelse graafschap Essex. De plaats telt 104.390 inwoners.

## Geografie
De stad ligt in het oosten van Engeland, ongeveer tien kilometer verwijderd van de zee. Dwars door de stad loopt de rivier de Colne, waarvan bij laagwater een kleine stroom overblijft tussen blubberbanken. Het centrum van de stad ligt op een heuvel. De stad ligt zo’n honderd kilometer van het centrum van Londen. De A12 verbindt beide steden. Hiernaast ligt er een spoorlijn, de Great Eastern Main Line, die de stad met Station London Liverpool Street verbindt.

## Geschiedenis
Voor de komst van de Romeinen was er een Keltische nederzetting. Rond het jaar 43 bouwden de Romeinen een legerkamp. De stad groeide, was de hoofdstad van de kolonie en werd Camulodunum genoemd. Ze werd door de Via Devana verbonden met Chester.
Ongeveer twintig jaar later werd de stad geplunderd tijdens de opstand die door de Keltische koningin Boudicca werd geleid. Hierna werd Colchester de hoofdstad van Romeins Britannia Londinium. Bij de herbouw van de stad door de Romeinen zijn stadswallen aangelegd. Delen hiervan zijn nog steeds aanwezig. In de stad stond een Romeinse tempel. Op de plek waar de tempel stond, is rond het jaar 1100 een kasteel gebouwd door de Normandiërs. In die tijd kwamen er ook kloosterlingen naar de stad. Tegenwoordig resteren slechts de ruïnes van het augustijnenklooster Sint Botolph en de poort van de abdij van Johannes de Doper.
Colchester was sinds de 17e eeuw bekend als pleisterplaats voor reizigers naar de Nederlanden of Duitsland, aangezien het halverwege tussen Londen en Harwich ligt. In reisverslagen worden vaak de Colchesterse oesters geroemd.

## Bezienswaardigheden
Op het hoogste punt van de heuvel in de binnenstad ligt Kasteel Colchester. Achter het kasteel is een park met glooiende grasvelden, dat tot aan de rivier de Colne loopt.
In de tweede helft van de zestiende eeuw zijn er protestantse Vlaamse wevers naar Colchester gekomen. Ze vestigden zich in een wijk ten westen van het kasteel. In de wijk zijn enkele vakwerkhuizen te vinden en de wijk wordt ‘Dutch quarter’ genoemd. Door het centrum loopt de ‘High Street’. In de negentiende eeuw heeft er een grote brand gewoed in de High Street. Hierna zijn er veel victoriaanse gebouwen opgetrokken, zoals het rijk versierde stadhuis. In deze straat zijn veel winkels te vinden. Aan de oostkant van de straat staat een 35 meter hoge watertoren. De bakstenen toren stamt uit 1883 en is vernoemd naar de Londense olifant Jumbo. In het centrum is verder een aantal kleine kerken te vinden, die uit de middeleeuwen stammen. Zo'n 5 km ten zuidwesten van het stadscentrum bevindt zich een dierentuin, de Colchester Zoo.

## Voorzieningen
Voetbalclub Colchester United komt uit Colchester en speelt in Football League Two. Verder bevindt de Universiteit van Essex zich op een campus in het zuidoosten van de stad. Deze universiteit is gesticht in de jaren 1960 en richt zich vooral op de sociale wetenschappen. In het zuiden van de stad bevindt zich een kazerne en militair oefenterrein voor het garnizoen van Colchester.

## Bekende inwoners van Colchester

### Geboren
- Archibald Wavell (1883-1950), veldmaarschalk
- Jonathan Penrose (1933-2021), schaker
- Mark Felton (1974), auteur en historicus
- Stephanie Twell (1989), atlete
- Derry John Murkin (1999), voetballer

### Overleden
- Joan Hickson (1906-1998), actrice